# Blue's Clues & You!
Blue's Clues & You! è una serie televisiva per bambini del 2019, reboot della serie originale del 1996 Blue's Clues con un nuovo ospite, Josh Dela Cruz. Prodotta da Nickelodeon Animation Studio e Brown Bag Films, la serie va in onda dall'11 novembre 2019. La serie e stata cancellata nel 2024.
In Italia va in onda su Nick Jr. dal 2020 e Cartoonito dal 15 febbraio 2021.

## Trama
La cagnolina Blue e il suo giovane padroncino Josh sono tornati. Insieme ai suoi amici, la caccia agli indizi per risolvere un mistero entra nel vivo.

## Stagioni
| Stagione         | Episodi | Prima TV originale | Prima TV Italia |
| ---------------- | ------- | ------------------ | --------------- |
| Prima stagione   | 20      | 2019-2020          | 2020            |
| Seconda stagione | 20      | 2020-2021          | 2020-2021       |
| Terza stagione   | 20      | 2021-2022          | 2021-2022       |
| Quarta stagione  | 20      | 2022-2024          | TBA             |
| Quinta stagione  | 4       | 2024-              | TBA             |

## Episodi

### Prima stagione (2019-2020)
| N° | Titolo Italiano             | Titolo originale               | Prima TV USA     | Prima TV Italia |
| -- | --------------------------- | ------------------------------ | ---------------- | --------------- |
| 1  | Conosciamo Josh             | Meet Josh!                     | 11 novembre 2019 |                 |
| 2  | Buon compleanno, Blue!      | Happy Birthday Blue!           | 12 novembre 2019 |                 |
| 3  | Giochiamo con Magenta       | Playdate with Magenta          | 13 novembre 2019 |                 |
| 4  | Grandi notizie da Blue      | Big News with Blue             | 14 novembre 2019 |                 |
| 5  | ABC con Blue                | ABC's with Blue                | 18 novembre 2019 |                 |
| 6  | Contiamo con Blue           | 123's with Blue                | 19 novembre 2019 |                 |
| 7  | La giornata triste di Blue  | Sad Day with Blue              | 20 novembre 2019 |                 |
| 8  | Ridiamo con Blue            | Laugh with Blue                | 21 novembre 2019 |                 |
| 9  | L'ora di canto di Blue      | Song Time with Blue            | 13 dicembre 2019 |                 |
| 10 | Il giardino di Blue         | Growing Up with Blue           | 10 gennaio 2020  |                 |
| 11 | Gli occhiali di Magenta     | Magenta Gets Her Glasses       | 7 febbraio 2020  |                 |
| 12 | Scienze con Blue            | Science with Blue              | 6 marzo 2020     |                 |
| 13 | L'ora della storia con Blue | Story Time with Blue           | 3 aprile 2020    |                 |
| 14 | Sentirsi meglio con Blue    | Getting Healty with Blue       | 5 maggio 2020    |                 |
| 15 | Il concerto in giardino     | Bluestock                      | 2 giugno 2020    |                 |
| 16 | La squadra pensante         | The Thinking Squad             | 16 giugno 2020   |                 |
| 17 | Colori dappertutto con Blue | Colors Everywhere with Blue    | 14 luglio 2020   |                 |
| 18 | Pigiama party con Blue      | Pajama Party with Blue         | 15 luglio 2020   |                 |
| 19 | Festa in maschera con Blue  | Spooky Costume Party with Blue | 16 luglio 2020   |                 |
| 20 | Essere grati con Blue       | Thankful with Blue             | 18 luglio 2020   |                 |

### Seconda stagione (2020-2021)
| Tot | N° | Titolo Italiano                           | Titolo originale                  | Prima TV USA      | Prima TV Italia |
| --- | -- | ----------------------------------------- | --------------------------------- | ----------------- | --------------- |
| 21  | 1  | La grande band di Blue                    | Blue's Big Beat Band              | 19 agosto 2020    |                 |
| 22  | 2  | Nascondino con Blue                       | Hide and Seeks with Blue          | 16 settembre 2020 |                 |
| 23  | 3  | La caccia al tesoro di Blue               | Blue's Treasure Hunt              | 30 settembre 2020 |                 |
| 24  | 4  | La pasticceria di Blue                    | Welcome to Blue's Bistro          | 13 novembre 2020  |                 |
| 25  | 5  | La grande festa da ballo di Blue          | Blue's Big Dance Party            | 20 novembre 2020  |                 |
| 26  | 6  | Benvenuti al ristorante di Blue           | Welcome to Blue's restaurant      | 4 dicembre 2020   |                 |
| 27  | 7  | Buonanotte con Blue                       | Sleepy Singalong with Blue        | 18 dicembre 2020  |                 |
| 28  | 8  | Blue e la notte prima di Natale           | Blue's Night Before Christmas     | 1 gennaio 2021    |                 |
| 29  | 9  | La grande immaginazione di Blue           | Blue's Big Imagination            | 22 gennaio 2021   |                 |
| 30  | 10 | La grande sfilata in costume di Blue      | Blue disguise                     | 12 febbraio 2021  |                 |
| 31  | 11 | Blue e l'arcobaleno                       | Blue and the rainbow              | 5 marzo 2021      |                 |
| 32  | 12 | Blue e la scatola "dappertutto"           | What I Like About Blue            | 12 marzo 2021     |                 |
| 33  | 13 | Blue mostra e racconta                    | Spring is Here!                   | 23 aprile 2021    |                 |
| 34  | 14 | Cosa mi piace di Blue                     | Blue's Big Neighborhood Adventure | 21 maggio 2021    |                 |
| 35  | 15 | La grande avventura di Blue nel quartiere | Blue's Beach Bonanza              | 4 giugno 2021     |                 |
| 36  | 16 | E' il vostro compleanno!                  | The fake birthday of the fans     | 25 giugno 2021    |                 |
| 37  | 17 | E' arrivata la primavera                  | Blue's Anywhere Box Surprise      | 2 luglio 2021     |                 |
| 38  | 18 | Blue gira un film con voi                 | Blue's Clous the movie            | 9 luglio 2021     |                 |
| 39  | 19 | In spiaggia                               | At the beach                      | 7 luglio 2021     |                 |
| 40  | 20 | Il caso delle torte scomparse             | Blue and Josh detect              | 18 settembre 2021 |                 |

### Terza stagione (2021-2022)
| Tot | N° | Titolo Italiano                             | Titolo originale                         | Prima TV USA     | Prima TV Italia |
| --- | -- | ------------------------------------------- | ---------------------------------------- | ---------------- | --------------- |
| 41  | 1  | Il nuovo vicino                             | Our new neighbor                         | 1 ottobre 2021   | 9 dicembre 2021 |
| 42  | 2  | Indizi preistorici                          | Blue's Dino Clous                        | 18 ottobre 2021  | 9 dicembre 2021 |
| 43  | 3  | Il regalo misterioso di Blue                | Blue's Mysterious Gift                   | 27 ottobre 2021  | 9 dicembre 2021 |
| 44  | 4  | Un fantasma in casa                         | A ghost in the house                     | 26 novembre 2021 | 9 dicembre 2021 |
| 45  | 5  | Costruire con Blue                          | Building With Blue                       | 6 dicembre 2021  | 9 dicembre 2021 |
| 46  | 6  | La festa delle luci di Blue's Clous         | The festival of lights of Blue's Clues   | 14 gennaio 2022  |                 |
| 47  | 7  | La sorpresa di Blue per il giorno di neve   | Blue's Snowy Day Surprise                | 4 febbraio 2022  |                 |
| 48  | 8  | La festa degli sport in giardino di Blue    | Blue's Backyard Sports Spectacular       | 8 febbraio 2022  |                 |
| 49  | 9  | Mistero dell'ora della posta                | Mystery of the post hour                 | 18 febbraio 2022 |                 |
| 50  | 10 | L'ora della storia con Camila               | The time of the story with Camila        | 1 aprile 2022    |                 |
| 51  | 11 | Il grande musical mattutino di Tic-Tac      | The great morning musical of Tic-Tac     | 5 aprile 2022    |                 |
| 52  | 12 | Qualcosa di nuovo a scuola                  | Something new in school                  | 5 aprile 2022    |                 |
| 53  | 13 | L'album di Salvia e Zenzero                 | The Sage and Ginger album                | 6 aprile 2022    |                 |
| 54  | 14 | Il formidabile Joshini                      | The formidable Joshini                   | 4 aprile 2022    |                 |
| 55  | 15 | Il caso delle risatine di Magenta           | The case of Magenta's giggles            | 1 aprile 2022    |                 |
| 56  | 16 | Le Filippine                                | Philippines                              | 6 ottobre 2022   |                 |
| 57  | 17 | Nel Bluniverso                              | In the Blueniverse                       | 7 aprile 2022    |                 |
| 58  | 18 | L'avventura della Cucciola Arcobaleno       | Rainbow Puppy Adventure                  |                  |                 |
| 59  | 19 | Il tesoro di Blue della laguna degli indizi | Blue's treasure from the lagoon of clues |                  |                 |
| 60  | 20 | Blue e Cappuccetto Arcobaleno               | Blue and Little Rainbow Riding Hood      |                  |                 |

### Quarta stagione (2022-)
| Tot | N° | Titolo Italiano                     | Titolo originale      | Prima TV USA    | Prima TV Italia |
| --- | -- | ----------------------------------- | --------------------- | --------------- | --------------- |
| 61  | 1  | Il desiderio di Blue diventa realtà | Blue Wish Comes True! | 20 ottobre 2022 | TBA             |

## Altri media

### Blue's Big City Adventure (Film)
Il 12 luglio 2021, è stato rivelato che verrà realizzato un film d'animazione per la serie, in occasione del 25º anniversario del franchise. Nel film, Josh e Blue proveranno a fare un'audizione per un musical di Broadway . Diretto da Matt Stawski e scritto da Angela Santomero e Liz Maccie, la produzione del film è iniziata nell'estate 2021. Il 15 febbraio 2022, il titolo è stato rivelato come Blue's Big City Adventure . Il film uscirà su Paramount+ il 18 novembre 2022, invece in Italia il 9 dicembre 2022 sempre sulla stessa piattaforma.